# Earl Canning

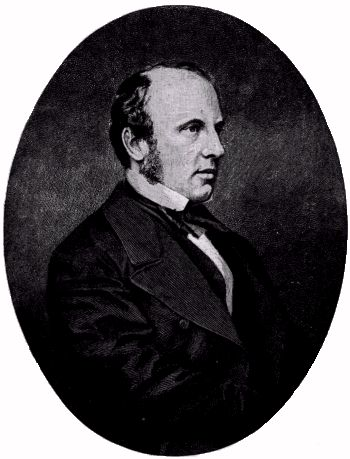
Charles Canning, 1. Earl Canning

Earl Canning war ein erblicher britischer Adelstitel in der Peerage of the United Kingdom.

## Verleihung
Der Titel Earl Canning wurde am 21. Mai 1859 an Politiker Charles Canning, 2. Viscount Canning verliehen, der zu dieser Zeit Vizekönig und Generalgouverneur von Indien war. Bereits 1837 hatte er von seiner Mutter, der Witwe des Premierministers George Canning, den Titel Viscount Canning, of Kilbrahan in the County of Kilkenny geerbt, der dieser am 22. Januar 1828 in Anerkennung der Verdienste ihres verstorbenen Gatten verliehen worden war. Mit dem Tod des Earls am 17. Juni 1862 erloschen beide Titel.

## Liste der Viscounts und Earls Canning

### Viscounts Canning (1828)
- Joan Canning, 1. Viscountess Canning (1777–1837)
- Charles Canning, 2. Viscount Canning (1812–1862), (1859 zum Earl Canning erhoben)

### Earls Canning (1859)
- Charles Canning, 1. Earl Canning (1812–1862)